# Aronscher Pendelzähler

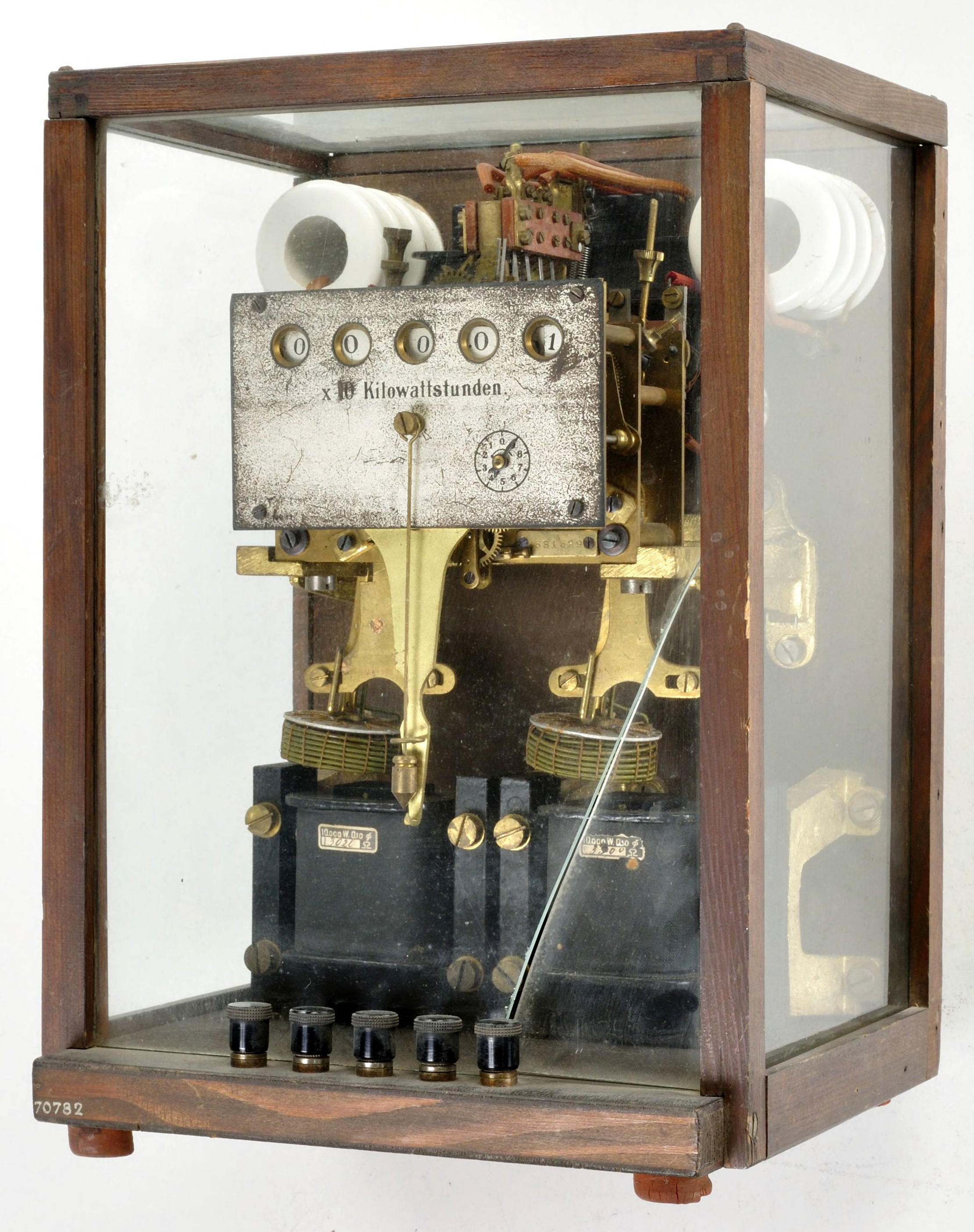
Aronscher Pendelzähler

Der aronsche Pendelzähler ist ein von Hermann Aron entwickelter historischer elektrischer Energiemengenzähler. Er kann als ein Vorläufer der später verwendeten elektromotorischen Stromzähler (Ferraris-Zähler) aufgefasst werden. Er wird schon lange nicht mehr verwendet.

## Funktion
Er bestand im Prinzip aus drei Uhrwerken. Eines für die Zeit, und zwei zur Energiemessung. Am Ende derer Pendel, befand sich je eine Spannungsspule und darunter jeweils eine Stromspule. Die Stromspulen waren einmal mit dem Feld der Spannungsspule und beim anderen Pendel entgegengesetzt gepolt. Dadurch wurde bei dem einen Pendel die Pendelfrequenz mit zunehmendem Produkt aus Strom und Spannung erhöht, bei dem anderen Pendel äquivalent erniedrigt. Der Gangunterschied dieser beiden Uhrwerke wurde über ein Differentialgetriebe auf einen Zähler gegeben. Dadurch wurde der Ungleichlauf der Uhrwerke weitgehend kompensiert.
Bei diesem Zähler wurde das Zeituhrwerk dazu verwendet, um zwischen zwei Zählwerken umzuschalten. So konnten die Tag-Nacht-Tarife unterschieden werden.